# Puzieux (Vosges)
Puzieux és un municipi francès, situat al departament dels Vosges i a la regió del Gran Est. L'any 2007 tenia 157 habitants.

## Demografia

### Població
El 2007 la població de fet de Puzieux era de 157 persones. Hi havia 64 famílies, de les quals 16 eren unipersonals (4 homes vivint sols i 12 dones vivint soles), 16 parelles sense fills, 24 parelles amb fills i 8 famílies monoparentals amb fills.
La població ha evolucionat segons el següent gràfic:
Habitants censats

### Habitatges
El 2007 hi havia 70 habitatges, 61 eren l'habitatge principal de la família, 5 eren segones residències i 4 estaven desocupats. 69 eren cases i 1 era un apartament. Dels 61 habitatges principals, 51 estaven ocupats pels seus propietaris i 10 estaven llogats i ocupats pels llogaters; 1 tenia dues cambres, 6 en tenien tres, 14 en tenien quatre i 40 en tenien cinc o més. 50 habitatges disposaven pel capbaix d'una plaça de pàrquing. A 20 habitatges hi havia un automòbil i a 27 n'hi havia dos o més.

### Piràmide de població
La piràmide de població per edats i sexe el 2009 era:
| Homes | Edats   | Dones |
| ----- | ------- | ----- |
| 0     | 95 o +  | 0     |
| 0     | 90 a 94 | 0     |
| 4     | 85 a 89 | 8     |
| 4     | 80 a 84 | 0     |
| 0     | 75 a 79 | 8     |
| 0     | 70 a 74 | 0     |
| 0     | 65 a 69 | 0     |
| 4     | 60 a 64 | 8     |
| 0     | 55 a 59 | 0     |
| 12    | 50 a 54 | 12    |
| 4     | 45 a 49 | 4     |
| 4     | 40 a 44 | 0     |
| 8     | 35 a 39 | 8     |
| 4     | 30 a 34 | 0     |
| 4     | 25 a 29 | 8     |
| 8     | 20 a 24 | 4     |
| 4     | 15 a 19 | 8     |
| 8     | 10 a 14 | 4     |
| 12    | 5 a 9   | 0     |
| 0     | 0 a 4   | 0     |

## Economia
El 2007 la població en edat de treballar era de 101 persones, 73 eren actives i 28 eren inactives. De les 73 persones actives 70 estaven ocupades (41 homes i 29 dones) i 3 estaven aturades (3 dones i 3 dones). De les 28 persones inactives 14 estaven jubilades, 7 estaven estudiant i 7 estaven classificades com a «altres inactius».

### Ingressos
El 2009 a Puzieux hi havia 58 unitats fiscals que integraven 161,5 persones, la mediana anual d'ingressos fiscals per persona era de 19.561 €.

### Activitats econòmiques
Dels 7 establiments que hi havia el 2007, 3 eren d'empreses de construcció, 1 d'una empresa de comerç i reparació d'automòbils, 1 d'una empresa immobiliària i 2 d'empreses de serveis.
Dels 2 establiments de servei als particulars que hi havia el 2009, 1 era una fusteria i 1 lampisteria.
L'any 2000 a Puzieux hi havia 9 explotacions agrícoles que ocupaven un total de 1.050 hectàrees.

## Poblacions més properes
El següent diagrama mostra les poblacions més properes.